# HK Izjstal Izjevsk
HK Izjstal Izjevsk ryska: Хокке́йный клуб Ижста́ль Ижевск är en ishockeyklubb från Izjevsk i Udmurtien, Ryssland grundad 1958. Från säsongen 1958/59 spelade man i sovjetiska Klass-B under namnet Trud Izjevsk. Namnet Izjstal antogs senare och kommer från regionens största stålindustri. 1979 avancerade klubben till Sovjetiska mästerskapsserien för första gången. Sammanlagt blev det sju säsonger i högsta ligan med en niondeplacering som bästa resultat (säsongerna 1981/82 och 1984/85).
Sedan 2010 spelar klubbens A-lag i Vyssjaja chokkejnaja liga där man nått en andraplacering i seriespelet och en finalplats i slutspelet säsongen 2014/15. Även säsongen 2015/16 nådde man finalen.